# Miller Bolaños
Miller Alejandro Bolaños Reasco (névváltozat: Miler; Esmeraldas, 1990. június 1. –) ecuadori válogatott labdarúgó, aki 2017 óta a mexikói Tijuana játékosa. Testvére, Álex Bolaños szintén labdarúgó.
A válogatott tagjaként részt vett a  2015-ös és a 2016-os Copa Américán.

## Statisztika
| Ecuador  | Ecuador | Ecuador |
| Év       | Mérk.   | Gólok   |
| -------- | ------- | ------- |
| 2015     | 12      | 6       |
| 2016     | 7       | 2       |
| Összesen | 19      | 8       |

## Sikerei, díjai

### Klub
- LDU Quito
  - Ecuadori bajnok: 2010
  - Copa Sudamericana: 2009
  - Recopa Sudamericana: 2009, 2010
- Emelec
  - Ecuadori bajnok: 2013, 2014, 2015
- Grêmio
  - Brazil kupa: 2016

### Egyéni
- Ecuadori bajnokság legjobb játékosa: 2014, 2015
- Ecuadori bajnokság gólkirálya: 2015
- Copa Sudamericana gólkirálya: 2014, 2015